# Tessères de Lahevhev
Lahevhev Tesserae
Pour les articles homonymes, voir Lahevhev.
Les tessères de Lahevhev (désignation internationale : Lahevhev Tesserae) sont un ensemble de terrains polygonaux situé sur Vénus dans le quadrangle de Nemesis Tesserae. Il a été nommé en référence à Lahevhev, déesse mélanésienne des âmes des morts.